# Atentado en mezquita de Kunduz de 2021
El atentado en la Mezquita Gozar-e-Sayed Abad de Kunduz de 2021 fue un ataque suicida que ocurrió el 8 de octubre de 2021 en una mezquita chiita de la ciudad de Kunduz, Afganistán. Más de 50 personas murieron y otras 100 resultaron heridas; sin embargo, según una estimación de la Misión de Asistencia de las Naciones Unidas en Afganistán, más de cien personas perdieron la vida y resultaron heridas. El ataque es el más mortífero de Afganistán desde la retirada de las tropas estadounidenses en agosto de 2021.
Fotos y videos de la escena del crimen publicados en las redes sociales mostraban sangre salpicada en el piso y en las paredes de la mezquita. Los cuerpos de los fieles también fueron vistos en las redes.

## Antecedentes
Desde que los talibanes tomaron el control de Afganistán en agosto de 2021, una filial del Estado Islámico, el grupo Estado Islámico-Provincia de Jorasán, ha iniciado una serie de atentados. Entre estos ataques se encuentra un atentado mortal en el aeropuerto internacional de Kabul en el que murieron 169 afganos y 13 soldados estadounidenses.

## Ataque
La explosión ocurrió durante el servicio de oración semanal del viernes en la Mezquita Gozar-e-Sayed Abad, durante la oración del mediodía. Testigos declararon que estaban orando en el momento de la explosión y vieron muchos cuerpos y sangre en el suelo mientras evacuaban. Los heridos y los cuerpos de los muertos fueron llevados a un hospital cercano mientras sus familiares esperaban en la entrada. Después del ataque, el humo llenó el edificio de la mezquita y se elevó sobre la ciudad.

## Perpetrador
El Estado Islámico del Gran Jorasán (ISIS-K) se atribuyó la responsabilidad de la explosión y confirmó a través de un canal de Telegram que un atacante suicida había detonado el chaleco explosivo en la mezquita abarrotada durante las oraciones del viernes. Según el ISIS-K, el atacante era un uigur que atacó tanto a los chiitas como a los talibanes por su supuesta voluntad de apaciguar a China expulsando a los uigures. Se cree que la mayoría de los musulmanes uigures militantes en el oeste de China y el este de Afganistán pertenecen al Partido Islámico del Turquestán.